# Stenelmis humerosa
Stenelmis humerosa är en skalbaggsart som beskrevs av Victor Ivanovitsch Motschulsky. Stenelmis humerosa ingår i släktet Stenelmis och familjen bäckbaggar. Inga underarter finns listade i Catalogue of Life.